# Antoine Drouot
Antoine Drouot (n. 1774, Nancy - f. 1847 Nancy) fue un militar francés.

## Biografía
Hijo de un panadero, terminó sus estudios en el colegio de Nancy en 1792 y en 1793 entró en la escuela de artillería de Metz.
Participó en casi todas las campañas del gran ejército imperial francés (Grande Armée). Durante la Revolución francesa, también participó en la campaña de Egipto donde recibió el grado de coronel de artillería de la guardia imperial.
En 1813 fue nombrado general de brigada y ayuda de campo del emperador. Después de la batalla de Wagram y Lutzen fue nombrado general de división.
Cuando Napoleón I fue exiliado en la isla de Elba acompañó a su emperador al exilio el cual lo nombró gobernador de la isla. De igual forma acompañó a su emperador a su regreso a Francia en 1815.
Participó en la batalla de Waterloo y después acompañó a la guardia imperial a la cual ayuda a licenciar después de la derrota.
Durante el periodo de la restauración y durante el gobierno de Luis XVIII es llevado a consejo de guerra del cual sale absuelto en 1815.
Retirado a la vida civil regresa a su ciudad natal. Durante todo este tiempo le fueron ofrecidos diversos cargos públicos que rechazo uno tras otro.
El general murió en Nancy el 24 de marzo de 1847 y fue enterrado en el cementerio de Preville en Nancy.
Durante su larga carrera militar recibió los siguientes honores:
Fue legionario y nombrado oficial de la legión de Honor, en Wagram, gran oficial y gran cruz del honor, Barón del imperio Francés y Conde del imperio, así como Par (Pair, investidura política) de Francia por decreto imperial en 1815.